# Maurizio Francesco Bruno
Maurizio Francesco Bruno (Porto Maurizio, 1648 – Porto Maurizio, 1726) è stato un pittore italiano.

## Biografia
Maurizio Francesco Bruno nacque a Porto Maurizio (dal 1923 Imperia) nel 1648. Da giovane si trasferì a Roma, dove, secondo Carlo Giuseppe Ratti, fu allievo di Pietro da Cortona. Dal Cortona mutuò lo stile pittorico improntato verso il Barocco. Si cimentò in opere pittoriche, preferendo la tecnica dell'olio su tela. Delle sue opere superstiti, diverse si trovano nella sua città natia.
Morì a Porto Maurizio nel 1726, all'età di sessantotto anni.

## Opere
- Incoronazione della Vergine, San Pietro e Santa Caterina d'Alessandria, 1698, (pittura ad olio), Pala dell'Altare Maggiore, Oratorio di San Pietro, Imperia
- Tobia assistito dalla famiglia(pittura ad olio), Oratorio di San Pietro, Imperia
- Guarigione di Tobia (pittura ad olio), Oratorio di San Pietro, Imperia
- Coena Domini (pittura ad olio), Oratorio di San Pietro, Imperia